# كناس عليا
كناس عليا (بالفارسية: کناس علیا) هي قرية تقع في Hasanabad Rural District في إيران. يقدر عدد سكانها بـ 82 نسمة بحسب إحصاء 2016.